# Walter Hunt
Walter Hunt (1796 – 1859) est un mécanicien et inventeur américain, né à Martinsburg (Comté de Lewis, New York).

Inventeur prolifique, ses découvertes les plus notoires sont une machine à coudre (1833), l'épingle de sûreté (1849), un précurseur du fusil à répétition Winchester, une machine à filer le lin, un aiguiseur de couteau, un vélocipède ou encore une balayeuse.
Hunt ne perçut pas l'importance de bon nombre de ses inventions qui sont devenues des produits de grande diffusion. Il vendit par exemple le brevet de l'épingle de sûreté pour 400 dollars (équivalent à 10 000 $ de 2008) à la société W. R. Grace and Co., afin de rembourser un homme à qui il devait 15$. Il n'aurait pas déposé de brevet pour sa machine à coudre, redoutant qu'elle ne mette beaucoup de couturières au chômage. Cela occasionna d'ailleurs un procès lorsque, quelques années plus tard, Elias Howe fit valoir son brevet de 1846 pour la machine à coudre. Tout comme Howe, Hunt repose dans le Green-Wood Cemetery de Brooklyn à New York.